# 蒂格里
蒂格里（Tigri），是印度德里South县的一个城镇。总人口44895（2001年）。

## 人口
该地2001年总人口44895人，其中男性24469人，女性20426人；0—6岁人口7426人，其中男3907人，女3519人；识字率61.55%，其中男性为70.49%，女性为50.84%。